# Michael III. (Bulgarien)
Michael III. Schischman Assen (bulgarisch Михаил III Шишман Асен, wissenschaftliche Transliteration Michail Šišman Asen; * um 1280; † 28. Juli 1330 bei Welbaschd) war zwischen 1323 und 1330 Zar von Bulgarien. Er folgte Zar Georgi II. Terter auf dem Thron. Michael III. Schischman stammte aus der Herrschaftshaus der Schischmaniden.

## Leben
Michail III. Schischman stammte aus der Boljarenfamilie Schischman, einer Nebenlinie des Hauses Assen. Er war der Sohn des Despoten Schischman I. von Bdin (heute Widin) aus dessen erster Ehe.
Im Jahre 1292 heiratete Michail III. Schischman Anna Neda, die Tochter des serbischen Fürsten Stefan Uroš II. Milutin aus seiner Ehe mit der bulgarischen Prinzessin Anna aus dem Hause Terter. Anna-Neda war die Schwester des späteren serbischen Königs Stefan Dečanski. Michail III. Schischman wurde recht früh zum Mitregenten seines Vaters und Träger des Titels Despot, den er wahrscheinlich von seinem Cousin und bulgarischen Zar Teodor Swetoslaw bekam. 1308 nach dem Tode des älteren Schischman, übernahm Michail die Führung über die Feudalbesitztümer des Hauses Schischman in der Region um Widin.
Nach dem Tod von Zar Georgi II. Terter, womit auch das Ende der Dynastie Terter fand, wurde Michail III. Schischman durch den Obersten Rat der Boljaren zum bulgarischen Zar gewählt. Um die Verbindung seines Hauses mit der Dynastie der Assenen (s. Haus Assen) zu unterstreichen nahm er den traditionsreichen Familiennamen Assen an und nannte sich Michail Schischman Assen.
In seiner Außenpolitik näherte sich Michail Schischman den Tataren an, suchte jedoch die Konfrontation mit Serbien und Byzanz. Seine Ehe mit der Schwester des serbischen Königs Stefan Dečanski ließ er aus politischen Gründen annullieren. Stattdessen nahm er die Witwe seines Vorgängers, Theodora Palaiologina, Schwester des byzantinischen Kaisers Andronikos III. Palaiologos zur Frau. Seine erste Frau und seine Kinder wurden in ein Kloster verbannt. Durch seine zweite Ehe konnte er eine legitime Basis schaffen, um in den byzantinischen Bürgerkrieg zwischen Andronikos II. Palaiologos und seinem Enkel Andronikos III. einzugreifen. Michail Schischman wechselte dabei zweimal die Fronten, bis er sich mit seinem Schwager Andronikos III. versöhnte und ein Bündnis mit ihm gegen die Serben einging. Für dieses Bündnis konnte er auch den walachischen Woiwoden Basarab I. und die Tataren gewinnen.
Zar Michail III. Schischman starb in der Schlacht bei Welbaschd am 28. Juli 1330. Der bulgarische Gelehrte und Geistliche Grigorij Camblak aus dem frühen 15. Jahrhundert berichtet, dass Michail III. vom Sohn des serbischen Königs, Stefan Dušan, gefangen genommen und getötet wurde. Er wurde in der St.-Georgs-Kirche in Staro Nagoričane begraben.
Die verlorene Schlacht stellte den Beginn eines weiteren Zerfalls des bulgarischen Reiches und den Aufstieg Serbiens als regionale Macht dar. Obwohl Stefan Dečanski die Schlacht gewonnen hatte, fürchtete er die vereinigten Kräfte der mächtigen Boljaren von Lowetsch – Iwan Alexander und von Bdin – Belaur, der Bruder von Michail III. Schischman, der inzwischen über die Besitztümer des Hauses Schischman herrschte. Stefan Dečanski schloss mit den Bulgaren Frieden und setzte Iwan Stefan, den Sohn aus der ersten Ehe von Michail III. Schischman mit seiner Schwester, als Zar der Bulgaren auf den Thron. Er konnte sich jedoch nicht lange auf den Thron halten und wurde 1331 von Iwan Alexander gestürzt.
Heute sind die Überreste von Michail III. Schischman in der Kirche „Die heiligen 40 Märtyrer“ in Weliko Tarnowo beerdigt.

## Familie
Michail III. Schischman Assen heiratete zweimal, hatte jedoch nur aus seiner ersten Ehe Kinder.
1. Michail III. Schischman Assen ⚭ 1292 Anna Neda von Terter
  1. Iwan Stefan Zar von Bulgarien
  2. Michail ⚭ NN
  3. Schischman II. ⚭ NN
  4. Ljidowik ⚭ NN
2. Michail III. Schischman Assen ⚭ Theodora Palaiologina, Schwester des byzantinischen Kaisers Andronikos III.

Iwan Stefan war der erstgeborene Sohn von Zar Michail III. Schischman Assen und der serbischen Prinzessin Ana-Neda. Er wurde 1300 oder 1301 geboren. Zusammen mit seiner Mutter und seien Brüdern wurde er ins Kloster verbannt. Im Sommer 1330 herrschte er gemeinsam mit seiner Mutter über Bulgarien. Die Serben hatten ihn auf den Thron gehoben. Dagegen und gegen die damit verbundene Zunahme des Einflusses der Serben auf Bulgarien wendete sich der Aufstand vom Februar/März 1331.
Michail war der zweite Sohn von Zar Michail III. Schischman Assen aus der Ehe mit Ana-Neda. Er war von 1323 bis 1324 Herrscher der Region Widin und trug den Titel Despot. Den Titel hat er von seinem Vater, nach dessen Krönung, erhalten. Michail ist auf einem Fresko in der Kirche des Dorfes Kameniza (heute in Serbien) abgebildet. Erhalten geblieben ist auch die Aufschrift „Despot Michail, der an Jesus Christus glaubt, Sohn des Zaren Michail“. Es gibt keine weiteren Angaben über ihn. Deshalb ist davon auszugehen, dass er relativ jung starb.
Schischman II. war der dritte Sohn von Zar Michail III. Schischman Assen aus der Ehe mit Ana-Neda. Er trat im Sommer 1341 in Konstantinopel als Anwärter auf den bulgarischen Thron auf. Der bulgarische Zar Iwan Alexander bestand darauf, dass ihm sein größter Feind – Schischman – ausgeliefert wird. Das Byzantinische Reich wollte jedoch nicht die Gelegenheit verstreichen lassen sich in die Angelegenheiten seines nördlichen Nachbarn einzumischen. Byzanz drohte damit, dass es Schischman mit Schiffen nach Bdin schicken würde, wo er mit erheblicher Unterstützung rechnen konnte. Letztendlich verlief sich die Sache im Sande und das weitere Schicksal von Schischman ist nicht bekannt. Nach einigen Quellen war der Patriarch von Konstantinopel Joseph II. (1416–1439) der uneheliche Sohn von Schischman.
Ljidowik war der vierte Sohn von Zar Michail III. Schischman Assen aus der Ehe mit Ana-Neda. Er wurde 1939 in einem Dokument als der Neffe des neapolitanischen Königs Robert von Anjou bezeichnet. Nachdem er in Serbien und Dubrovnik war, gelangte er nach Neapel. Die letzten Quellen erwähnen ihn 1373.